# Лем, Иван Михайлович
Иван Михайлович (Иоганн) Лем (Лейм, Лемм) (Lehm, Leim; 1738 — 8 июля 1810, Санкт-Петербург) — российский архитектор, градостроитель.

## Биография
До 1755 года обучался у художника И. Э. Гриммеля в Рисовальной палате Академии наук. После этого стал учеником архитектора С. И. Чевакинского. При этом продемонстрировал склонность к науке и литературе, а также к практической архитектуре.
В 1774 году Лем получил звание «за архитектора», затем последовало присуждение ему звания архитектор. В 1774—1796 годах он служил в Комиссия о каменном строении Санкт-Петербурга и Москвы а также архитектором Санкт-Петербургской канцелярии от строений, когда в ней пересматривался новый генеральный план Петербурга и в него вносились поправки. Комиссия о строениях Петербурга и Москвы руководила также разработкой генеральных планов многих городов России.
Будучи прихожанином деревянной Введенской церкви, существовавшей с 1732 года, он подготовил проект а затем и построил на углу Введенской и Большой Пушкарской улицы на её месте в стиле строгого классицизма новый каменный храм. Он был заложен в 1793 году и закончен в 1810 году (Церковь была снесена 1932 году)
В 1778 году им были составлены проектов образцовых фасадов, с целью их использования при строительстве в городах Российской империи. Затем в 1780-х годах архитектором составлены генеральные планы городов Иркутска, Ораниенбаума, Перми, Томска (1773), Петрозаводска (1785) и других. Архитектор строго следовал канонам классицизма, вводя симметрию в хаотическую планировку древних русских городов, накладывая геометрически правильную сетку улиц дорог на сохранившуюся застройку. Типичное для классицизма требование симметрии выполнялось архитектором даже в тех проектах, где он отступал от строгого следования классицистическим канонам.
Проявившаяся в начале карьеры тяга к литературе и научному творчеству привела к тому что в истории отечественного зодчества Лем прежде всего останется видным градостроителем и крупным ученым-теоретиком. Его сочинения в своё время переиздавались многократно. К ним относятся «Опыт городовым и сельским строениям, или Руководство к основательному знанию производить всякого рода строении» (1785), «Правила о перспективе» (1791), «Теоретические и практические предложения о гражданской архитектуре (С объяснением правил Витрувия, Палладия, Серлия, Виньолы, Блонделя и других)» (1792—1794), «Начертание с практическим наставлением как строить разные здания. (С принадлежащими правилами украшения и расположения как-то: церквей, увеселительных домов, сельских жилищ, служащих для всегдашнего или временного пребывания, служеб, мельниц, шлюзов, плотин, деревянных и каменных разных заведений)» (1803—1818), "Начертание древних и нынешнего времени разнородных зданий, как-то храмов,` домов, садов, статуй, трофеев, обелисков, пирамид и других украшений с описанием как располагать и производить разные строения с изъяснением мер и употребляемых материалов «1803 −1818». Все эти труды отличались отменной фундаментальностью.
Архитектор умер 8 июля 1810 года.
Автор ряда планов городов, включая планы Верхотурья, Ирбита, Романова, Сызрани, Алатыря, Кашина, Мурома и др. В 1770 разработал серию образцовых проектов для Владимира. Архитектор Медико-хирургической академии.

## Публикации
Автор научных трудов:
- «Опыт городовым и сельским строениям или руководство к основательному знанию производить всякого рода строения» (1785)
- «Правила о перспективе» (1791)
- «Теоретические и практические предложения о гражданской архитектуре, с объяснением правил Витрувия, Палладио, Серлио, Виньолы, Блонделя и др.» (1792—1794)
- «Начертание древних и нынешнего времени разнородных зданий, как то: храмов, домов, садов, статуй, трофеев, обелисков, пирамид и других украшений» (1803)
- «Начертание с практическим наставлением, как строить разные здания, с принадлежащими правилами украшения и расположения, как то: церквей, увеселительных домов, сельских жилищ, служащих для всегдашнего или временного пребывания служб, мельниц, шлюзов, плотин, деревянных и каменных разных заведений» (1803)